# 919

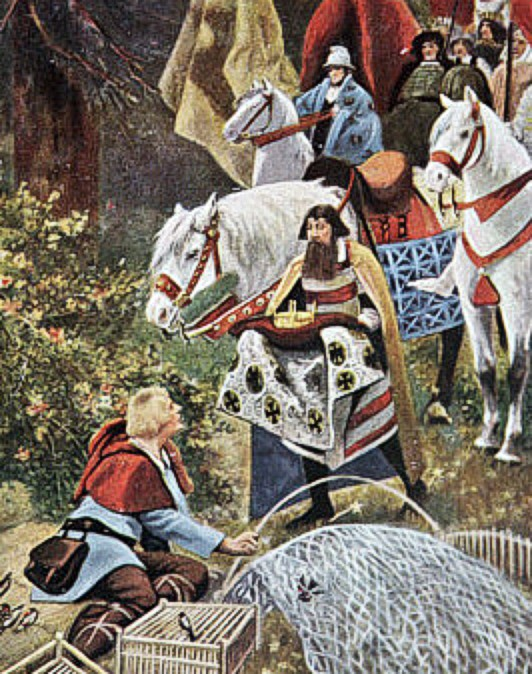
Hendrik de Vogelaar krijgt de Duitse kroon.

Het jaar 919 is het 19e jaar in de 10e eeuw volgens de christelijke jaartelling.

## Gebeurtenissen

### Byzantijnse Rijk
- Romanos Lekapenos, een admiraal van de Byzantijnse vloot, pleegt in Constantinopel (met steun van politieke aanhangers) een staatsgreep en consolideert zijn positie als regent over de 13-jarige keizer Constantijn VII. Hierdoor verwerft hij de titel van basileopator (een van de hoogste keizerlijke functies in het Byzantijnse Rijk).

### Europa
- Hendrik de Vogelaar, een neef van Lodewijk III ("het Kind"), wordt in Fritzlar door de adel van Franconië en Saksen gekozen tot koning van het Oost-Frankische Rijk. De hertogdommen Zwaben en Beieren erkennen hem echter niet en kiezen Arnulf I, hertog van Beieren, tot koning. Na enkele veldtochten weet Hendrik ook Zwaben te dwingen zijn heerschappij te accepteren. Hierdoor ontstaat de Ottoonse dynastie, de eerste middeleeuwse Duitse staat (huidige Duitsland).
- De Vikingen onder leiding van Rollo (Hrolf) voeren een plundertocht in Bretagne. Hij breidt zijn machtsgebied in Normandië verder uit tot aan de rivier de Vire. Vele inwoners worden gevangengenomen of vluchten weg.
- De Magyaren voeren een plundertocht in Lotharingen. Koning Karel III ("de Eenvoudige") roept de West-Frankische edelen op hem te hulp te komen, maar deze weigeren. (waarschijnlijke datum)

### China
- In de Slag bij Langshan Jiang ("de Rivier van de Wolfberg") verslaat de vloot (400 schepen) van de Wen-Mu-King Chien Yuan Kuan. Zij maken daarbij gebruik van 'vuurolie' (huo yóu, 火油) en vlammenwerpers ontstoken met behulp van buskruit. Dit is de oudste vermelding van het gebruik van vuurwapens.

## Geboren
- Li Cheng, Chinees kunstschilder (overleden 967)

## Overleden
- 5 januari - Salomo III, Frankisch bisschop (of 920)